# Ultramar
Ultramar designou, primeiramente, durante o tempo das cruzadas, os estados cruzados na Terra Santa e no Próximo Oriente, por se situar do outro lado do mar Mediterrâneo.
No período moderno, ultramar serviu para designar as colónias europeias situadas fora do continente europeu — daí, por exemplo, chamar-se de Guerra do Ultramar à guerra colonial portuguesa (1961–1974).